# Gens Tarpeya
La gens Tarpeia fue una familia patricia menor en la Antigua Roma. Solo se conocen unos pocos miembros de esta gens, y los Tarpeyos (Tarpeii), y hay pocos registros históricos de la familia después de la República romana temprana. Existía la costumbre de castigar a los condenados a muerte por traición arrojándolos desde lo alto de la Roca Tarpeya, un promontorio en la Colina Capitolina. Por esta razón, el nombre de Tarpeya, desde entonces, era un arquetipo de todos los traidores romanos.
Aunque esta gens es mencionada durante la Monarquía y el principio de la República, parece haber habido una familia senatorial de este nombre también en la época imperial.

## Origen
El nomen Tarpeius (Tarpeto) pertenece a una clase común de gentilicios formados usando el sufijo -eius. Tales nombres son típicos de gentes de los sabinos, quizás explicando la asociación de los Tarpeyos en la guerra de Rómulo contra los sabinos al comienzo de la historia romana.

## Ramas y cognomina
Los únicos cognomina asociados con los tarpeyos de la República son Montano y Capitolino, que pertenecen a una clase de apellidos derivados de nombres de lugares. En estos casos probablemente se refieren a la residencia original de los tarpeyos en la Colina Capitolina. Los Tarpeyos de la época imperial llevaban apellidos comunes como Valens, poderoso y Fausto, afortunado.

## Miembros
- Espurio Tarpeyo, comandante de la ciudadela romana, una fortaleza en la cima de la colina de Saturno en la época de Rómulo.[6]
- Tarpeya, hija de Espurio Tarpeyo, que fue tentada por los brazaletes de oro de los soldados sabinos dirigidos por Tito Tacio, y acordó abrirles la ciudadela a cambio de 'lo que llevaban en sus brazos izquierdos'. Después, su traición fue pagada cuando los sabinos la aplastaron bajo sus escudos que también llevaban en sus brazos.[7][6][8]
- Tarpeya, una de las primeras vírgenes vestales nombrada por Numa Pompilio, el segundo rey de Roma.[9]
- Marco Tarpeyo, abuelo del cónsul Espurio Tarpeyo.[10]
- Marco Tarpeyo, padre de Espurio Tarpeyo Montano Capitolino, el cónsul del 454 a. C.[10]
- Espurio Tarpeyo Montano Capitolino, fue cónsul en 454 a. C., junto con Aulo Aternio Varo Fontinal. Promovieron la lex Aternia Tarpeia, regulando el pago de multas. Fue uno de los enviados del Senado a los plebeyos en la caída de los decemviros en 449 a. C., y fue uno de los dos patricios cooptados por los tribunos de la plebe para oponerse a la lex Trebonia en 448.[11][12][10][13]
- Lucio Tarpeyo Valens Salonino, persona de rango senatorial, según la lectura más probable de una inscripción funeraria de Salona en Dalmacia.[14]
- Tarpeyo Aneyo Fausto, senador nombrado en una inscripción de Roma.[15]